# Técnica de grupo nominal
La técnica de grupo nominal es un proceso de grupo que implica la identificación de un problema, generación de soluciones, y la toma de decisión. Puede ser utilizado en grupos de muchos tamaños, que quieren tomar una decisión rápida, con votación, pero queriendo que las opiniones de todo el mundo se tengan en cuenta (opuesto a la votación tradicional, donde sólo el grupo más grande está considerado). El método de contaje es la diferencia. Primero, cada miembro del grupo da su visión de la solución, con una explicación corta. Entonces, las soluciones duplicadas son eliminadas de la lista de todas las  soluciones, y los miembros proceden a clasificar las soluciones, 1.º, 2.º, 3.º, 4.º, y así.
Algunos facilitadores fomentarán el intercambio y discusión de las razones de las elecciones que hizo cada miembro del grupo, identificando así terreno en común, y una pluralidad de ideas y aproximaciones. Esta diversidad a menudo permite la creación de una idea híbrida (combinando partes de dos o más ideas), que a menudo se considera incluso mejor que las ideas que se consideraron inicialmente.
En el método básico, los números que recibe cada solución se suman, y la solución con la clasificación más alta (por ejemplo el más favorecido)  es seleccionada como la decisión final. Hay variaciones sobre cómo esta técnica puede ser utilizada. Por ejemplo,  puede identificar fuerzas versus áreas en necesidad de desarrollo, más que ser utilizado como una simple decisión tomada votando. También, las opciones  no siempre tienen que ser clasificadas, pero pueden ser evaluadas más subjetivamente.
Esta técnica fue desarrollada originalmente por Andre Delbecq y Andrew H. Van de Ven, y ha sido aplicada a la planificación de programas de educación del adulto por Vedros, y también ha sido empleada como técnica útil en diseño de currículum y evaluación en instituciones educativas.
Tomando el ejemplo de la técnica, Tunde Varga-Atkins, Jaye McIsaac e Ian Willis, encontraron que una combinación de dos etapas de grupo de foco nominal y la técnica de grupo nominal, acuñado como grupo de foco nominal, era particularmente eficaz como un método de evaluación.
La técnica de grupo nominal ha mostrado realzar una o más dimensiones de efectividad de grupos que toman decisiones. Si cada participante del grupo con anterioridad, individualmente escribe en silencio e independientemente sus ideas, aumenta el número de soluciones generado por los grupos. Las encuestas por turnos también dieron como resultado un mayor número de aportaciones y fomentaron una participación más equitativa. El mayor número de aportaciones heterogéneas llevó a decisiones de alta calidad.
En comparación con los grupos que interactúan, los grupos de técnica de grupo nominal, brindan ideas más exclusivas, una participación más equilibrada entre los miembros del grupo, un mayor sentimiento de logro y una mayor satisfacción con la calidad de la idea y la eficiencia del grupo.

Estos hallazgos son compatibles con un estudio de 1958 
qué encontró que, en respuesta a tres problemas diferentes que requieren pensamiento creativo, el número de ideas producido por "grupos nominales" (cuyos miembros de hecho trabajaban solos) era más grande que el número de ideas producido por grupos reales, presenciales. Las ideas generadas por los grupos nominales y reales estuvieron valoradas cualitativamente y por originalidad, y los grupos nominales puntuaron mejor en ambas medidas.

## Uso
La técnica de grupo nominal es particularmente útil: 
- Cuando algunos miembros del grupo son mucho más habladores que otros.
- Cuando algunos miembros de grupo piensan mejor en silencio.
- Cuando  hay preocupación por algunos miembros no participantes.
- Cuándo el grupo  no genera fácilmente  cantidades de ideas.
- Cuándo todos o algunos miembros de grupo son nuevos en el equipo.
- Cuándo el asunto es polémico o está provocando conflicto.
- Cuando  hay un desequilibrio de poder entre facilitador y/o participantes: la estructura de la sesión de la técnica del grupo nominal puede equilibrarlos.
- Cuando a las partes interesadas les gusta algún resultado cuantitativo del proceso.

## Procedimiento estándar
Rutinariamente, la técnica del grupo nominal implica cinco etapas:
1. Introducción y explicación: El facilitador da la bienvenida a los participantes y les explica el propósito y procedimiento de la reunión.
2. Generación silenciosa de ideas: El facilitador proporciona a cada participante una hoja de papel con la cuestión que va a ser tratada y les pide que escriban todas las  ideas que sean importantes relacionadas con la cuestión. Durante este periodo, el facilitador pide a los participantes que no consulten o hablen sus ideas con otros. Esta etapa dura aproximadamente 10 minutos.
3. Compartiendo ideas: El facilitador invita a los participantes a compartir las ideas que han generado. Registra cada idea en un gráfico utilizando las palabras dichas por el participante. El proceso continúa con cada participante hasta que todas las  ideas han sido presentadas. No hay ningún debate sobre elementos al llegar a este punto y los participantes están animados para escribir ideas muy nuevas que pueden surgir de las que  otros comparten. Este proceso asegura que todos los  participantes consigan una oportunidad de hacer una contribución igualitaria y proporciona un registro escrito de todas las  ideas generadas por el grupo. Esta etapa puede tomar 15–30 minutos.
4. Discusión de grupo: los participantes están invitados a encontrar explicaciones verbales o más detalles sobre cualquier idea que los colegas han producido que no se les ha podido aclarar. La tarea del facilitador es asegurar que cada persona tiene permiso para contribuir y que la discusión de todas las  ideas es minuciosa sin gastar demasiado tiempo en una sola idea. Es importante asegurar que el proceso sea tan neutro como sea posible, evitando juicio y crítica. El grupo puede sugerir elementos nuevos para discusión y combinar elementos en categorías, pero ninguna idea tendría que ser eliminada. Esta etapa dura 30–45 minutos.
5. Votando y clasificando: Esto implica priorizar el registro de ideas en relación con la cuestión original. Siguiendo el proceso de votación y clasificación, los resultados inmediatos en la respuesta a la cuestión está disponible para los  participantes y así la reunión concluye habiendo logrado un resultado concreto.

El número de reuniones de grupo nominal necesarios, dependerá de la naturaleza de la cuestión y accesibilidad a las partes interesadas más convenidas para ayudar a dirigir el problema.

## Ventajas y desventajas
Uno ventaja importante de la técnica de grupo nominal es que  evita dos problemas causados por la interacción de grupo. Primero, algunos miembros son reticentes de sugerir ideas porque  están preocupados por la crítica, o son tímidos. Segundo, algunos miembros son reticentes a crear conflicto en grupos. (Muchos de las personas quieren mantener un clima agradable). La técnica de grupo nominal vence estos problemas. Tiene la clara ventaja de asegurar relativamente la participación igualitaria. Puede también, en muchos casos ser una técnica que ahorra tiempo. Otras ventajas incluyen producir un gran número de ideas y proporciona  un sentido de clausura que a menudo no es encontrado en métodos de grupo menos estructurados.
Una desventaja importante de la técnica de grupo nominal es la pérdida de flexibilidad del método por ser sólo capaz de tratar un problema a la vez. También,  tiene que haber una cantidad segura de conformidad en la parte de los miembros implicados en el grupo nominal. Todo el mundo tiene que sentirse cómodo con la cantidad de estructura implicada. Otra desventaja es la cantidad  de tiempo que se  necesita para preparar la actividad. No hay ninguna espontaneidad con este método. Las instalaciones tienen que ser arregladas y cuidadosamente planeadas. Es posible que las opiniones no converjan en el proceso de votación, la fertilización cruzada de ideas puede verse limitada y el proceso puede parecer demasiado mecánico.
Uno de los aspectos clave de la técnica de grupo nominal es que no depende de los procesos de grupo normales. Es un método para trabajar con un grupo de personas  involucrarlas en la toma de decisiones, pero no depende de los procesos grupales existentes. Según los creadores, esto es una ventaja en la toma de decisiones con esta herramienta. 

## Adaptación para problemas mal estructurados
La modificación de la técnica de grupo nominal, realizada por Bartunek y Murnighan, ayuda a tratar problemas mal estructurados. Las ideas normales se generan y enumeran, seguidas por el facilitador preguntando si las ideas son relevantes para el mismo problema. De lo contrario, se dice que el problema está mal estructurado y las ideas generadas se agrupan en grupos coherentes. Estos grupos de ideas mal estructuradas se tratan luego como problemas por derecho propio y se les aplica el procedimiento de la técnica de grupo nominal. Los participantes toman descansos regulares para asegurarse de que el grupo sienta que todavía están trabajando en el problema original.